# Королевский монастырь Лас Уэльгас
Королевский монастырь Лас Уэльгас (исп. Monasterio de Santa María la Real de Las Huelgas) — цистерцианский монастырь около Бургоса, основанный в 1187 году. В монастыре проходили свадьбы многих королевских семей Европы.

## История
Аббатство было основано в 1187 году королём Кастилии Альфонсо VIII, по воле его жены Элеоноры Английской, дочери короля Англии Генриха II Плантагенета и Алиеноры Аквитанской.
До XVI века монастырь пользовался особыми привилегиями, дарованными ему королём, включая освобождение от налогов, владение деревнями и землями (управляемые настоятельницей монастыря), обладание многими королевскими фамильными драгоценностями, главным образом религиозного характера. В некоторых источниках также говорится, что аббатиса монастыря Лас Уэльгас могла слушать исповедь и отпускать грехи как священник.
В 1199 году монастырь перешёл к ордену цистерцианцев и стал местом захоронения королевской семьи. Констанца, младшая дочь Альфонсо присоединилась здесь к цистерцианцам. Она первая была известна под титулом Дамы де Лас Уэльгас.